# Сагвіне
Сагвіне (груз. საღვინე) — село в Грузії.
За даними перепису населення 2014 року в селі проживає 240 особи.